# Wilhelm Sieveking
Wilhelm Sieveking (vollständiger Name Georg Wilhelm Sieveking, * 5. Juli 1895 in Hamburg; † 4. Januar 1946 ebenda) war ein deutscher Klassischer Philologe und Gymnasiallehrer.

## Leben

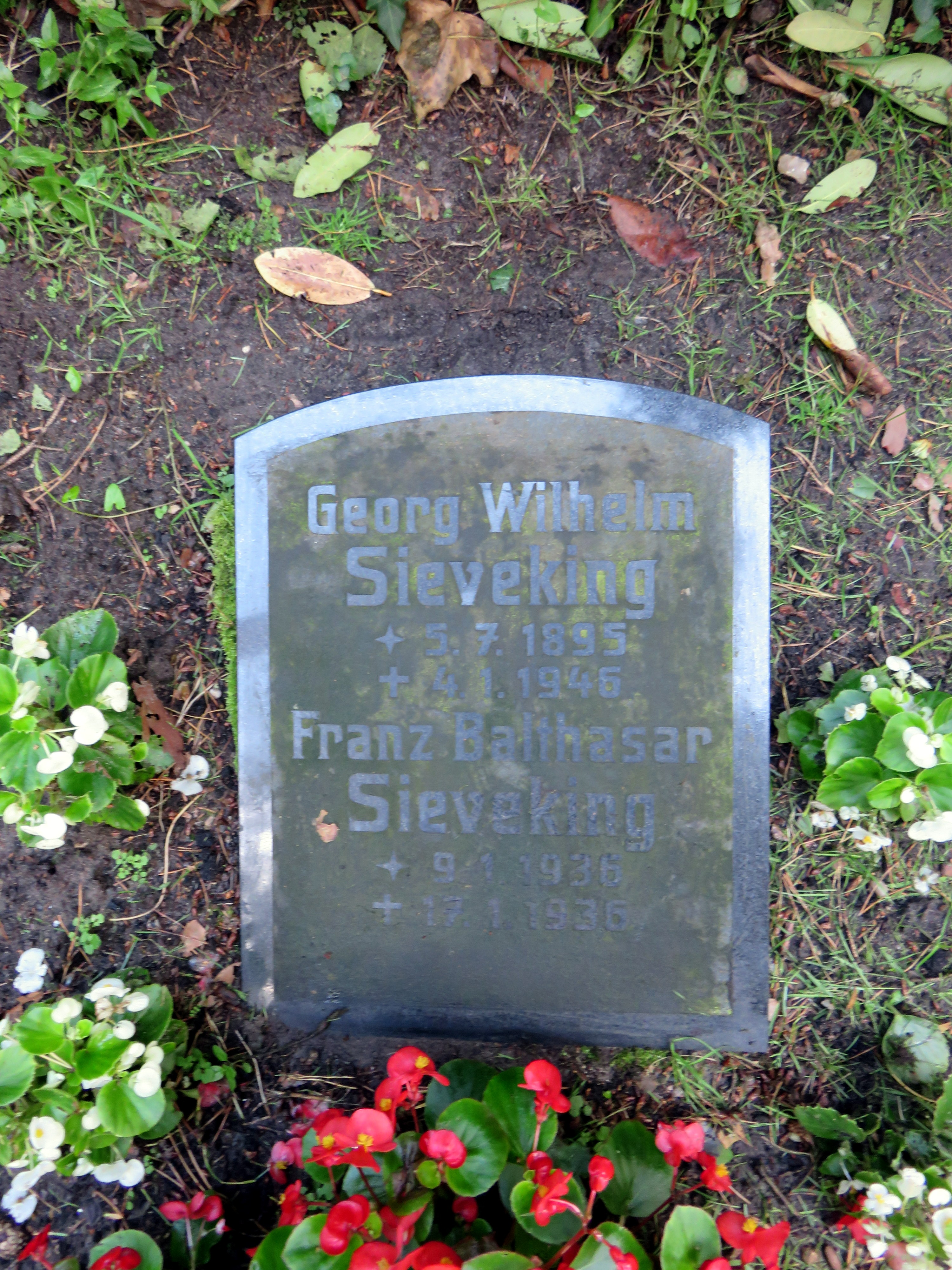
Georg Wilhelm Sieveking Familiengrabanlage auf dem Friedhof Ohlsdorf

Wilhelm Sieveking stammte aus einer Hamburger Kaufmannsfamilie. Sein Vater war der Rechtsanwalt Friedrich Christian Sieveking (1867–1917), seine Mutter war Olga Luise Mönckeberg (1871–1948), die Tochter des Hamburger Bürgermeisters Johann Georg Mönckeberg (1839–1908). Sein Onkel, der Bruder seines Vaters, Johannes Sieveking, war als bedeutender Klassischer Archäologe ebenfalls mit den Altertumswissenschaften befasst. Wilhelm Sieveking besuchte von 1907 bis 1913 die Gelehrtenschule des Johanneums in Hamburg. Nach der mit Auszeichnung bestandenen Reifeprüfung studierte er Klassische Philologie, Germanistik und Anglistik an den Universitäten zu Berlin und Göttingen. Zu seinen bedeutendsten akademischen Lehrern zählten Ulrich von Wilamowitz-Moellendorff (Berlin) und dessen Schüler Max Pohlenz (Göttingen), bei dem Sieveking 1919 zum Dr. phil. promoviert wurde. Im selben Jahr bestand er die Lehramtsprüfung in den Fächern Latein, Griechisch, Deutsch und Englisch. Von 1920 bis 1924 untersuchte Sieveking Handschriften der griechischen Schriftsteller Aelius Aristides und Plutarch, zu denen auf Wilamowitz’ Anregung neue Textausgaben im Teubner-Verlag erscheinen sollten.
1924 ging Sieveking als Kandidat an das Wilhelm-Gymnasium in Hamburg. Nach einigen Monaten wechselte er an die Höhere Staatsschule in Cuxhaven, wo er 1925 die pädagogische Prüfung ablegte und 1928 zum Studienrat ernannt wurde. 1930 heiratete er Susanne Camilla Heymann (1911–?), die Tochter des Oberbaurats Eduardo Heymann. Zu Ostern 1933 kehrte Sieveking nach Hamburg zurück, wo er eine Stelle am Johanneum erhalten hatte. Er unterrichtete dort bis an sein Lebensende. Nach dem Ende des Zweiten Weltkriegs wurde er 1945 zum Schulleiter ernannt (als Oberstudiendirektor in Vertretung). Es gelang ihm, durch neue Unterrichtsräume den Schulbetrieb sicherzustellen, aber er starb schon am 4. Januar 1946.
Sievekings Forschungsschwerpunkt war die griechische Literatur. Er beteiligte sich mit Zuarbeiten und eigenen Editionsleistungen an der kritischen Gesamtausgabe von Plutarchs Moralia. Zusammen mit William Roger Paton und Max Pohlenz gab er den dritten Band von Plutarchs Moralia heraus (1929); sein Anteil am zweiten Band (1935), die Schrift De Iside et Osiride, erschien separat 1932. Außerdem verfasste Sieveking einen Literaturbericht zu Herodot über die Jahre 1928–1936 und veröffentlichte mehrere Schulausgaben lateinischer und griechischer Autoren.

## Schriften (Auswahl)
- De Aelii Aristidis oratione εἰς Ῥώμην. Göttingen 1919 (Dissertation)
- Plutarchus: Moralia. Vol. 3. Recensuerunt et emendaverunt W. R. Paton, M. Pohlenz et W. Sieveking. Leipzig 1929. Nachdruck 2001
- Petronius: Cena Trimalchionis in Auswahl. Leipzig/Berlin 1931
- Seneca: Apocolocyntosis. Nebst einer Auswahl aus Suetons Claudius. Leipzig/Berlin 1932
- Plutarchus: Moralia. Vol. 2,3: De Iside et Osiride. Edidit W. Sieveking. Leipzig 1932 (Vorabdruck aus: Plutarchus: Moralia. Vol. 2. Leipzig 1935)
- Herodot. Bericht über das Schrifttum der Jahre 1928-1936. In: Jahresbericht über die Fortschritte der klassischen Altertumswissenschaft. Band 263, 1938, S. 100–160
- Plutarch: Über Liebe und Ehe. Eine Auswahl aus den Moralia. München 1941
- Tacitus: Die Römer in England. Originaltexte mit deutschen Übertragungen. münchen 1943